# 2006 en philosophie
Chronologie de la philosophie
- 2002
- 2003
- 2004
- 2005
- 2006
- 2007
- 2008
- 2009
- 2010

L’année 2006 a été marquée, en philosophie, par les événements suivants :

## Publications
- Le Bonheur paradoxal, de Gilles Lipovetsky.
- Une semaine de philosophie, de Charles Pépin.
- De Michel Onfray :
  - La Puissance d'exister,
  - Les Sagesses antiques,
  - Le Christianisme hédoniste.

### Rééditions
- Uriel da Costa : Image d'une vie humaine : Exemplar Humanae vitae, préf. Daniel Bensaid, Climats, Paris, 2006  (ISBN 9782841581917) (Présentation en ligne).

### Traductions
- Thomas Hobbes : The Elements of Law Natural and Politic. (1640), EW IV 1-228.
  - Éléments de loi, traduction de Arnaud Milanese, Paris Allia, 2006.